# Jesper Carlsen (bassist)
 Der er flere personer med dette navn, se Jesper Carlsen.
Jesper Carlsen (født 18. januar 1954) er dansk bassist.
Han har spillet sammen med danske og udenlandske kunstnere, bl.a. Finn Ziegler, Verner Worck, Jesper Thilo og Jørn Okbo.
I 1999 modtog han Jazzselskabet Aarhus' Gaffelprisen.